# Hélène (lune)
Pour les articles homonymes, voir Hélène.
Hélène (S XII Helene) est une petite lune de Saturne découverte en 1980 par Pierre Laques, Raymond Despiau et Jean Lecacheux (de l'observatoire de Meudon) grâce au télescope de 1 m de l'observatoire du Pic du Midi. Elle reçut alors la désignation temporaire S/1980 S 6. Laques et Lecacheux firent partie de l'équipe qui confirma la découverte grâce aux photos prises par la sonde Voyager 2 quelques mois plus tard. Elle reçut officiellement le nom d'Hélène de Troie, petite-fille de Cronos (i.e. Saturne) en 1988.
Elle orbite au point de Lagrange L4 du système Saturne-Dioné, elle se situe donc sur la même orbite que Dioné, en avance d'un sixième de révolution et est parfois désignée par Dioné B.